# Liparis newmani
Liparis newmani és una espècie de peix pertanyent a la família dels lipàrids.

## Hàbitat
És un peix marí, demersal i de clima temperat que viu entre 9 i 15 m de fondària.

## Distribució geogràfica
Es troba al Pacífic nord-occidental: illa de Chodo (Corea del Nord).

## Observacions
És inofensiu per als humans.